# 弗朗索瓦·皮埃爾·德拉瓦雷納
弗朗索瓦·皮埃爾·德拉瓦雷納（法語：François Pierre de La Varenne，法語發音：[fʁɑ̃swa pjɛʁ də la vaʁɛn]；1618年-1678年），出身於法國勃艮第-法蘭琪-康堤大區科多爾省的第戎，撰寫《法國廚師》（法語：Le Cuisinier françois）一書，是讓法國的烹飪走入現代化的重要著作。

## 歷史沿革
弗朗索瓦·皮埃爾·德拉瓦雷納撰寫的《法國廚師》，是十七世紀烹飪界至為重要的一本烹飪食譜，作者通過條列式的編撰方式，將所有食材和料理方式做分類，並且按照字母排列的方式，為各種食材和烹調方式做了命名，而且也是第一個提及法式千層酥的著作，使得法國的烹飪趨勢，從中世紀重度調味的烹飪方式，過渡到清新和新鮮的製作方法。
《法國廚師》的成功，在於他銷售了25萬冊，歷年出版都有修正，總共有250個版本之多，直到19世紀1815年才又重新印製，這也是第一本翻譯成英語的法國食譜，改變了人們對於法式料理的看法。

## 著作
弗朗索瓦·皮埃爾·德拉瓦雷納是17世紀難得有著作習慣的廚師，他的全部著作如下：
- 1651年：《法國廚師》（法語：Le Cuisinier françois）
- 1653年：《法國糕點師》（法語：Le Pâtissier françois）
- 1654年：《完美的果醬》（法語：Le Parfaict Confiturier）
- 1668年：《燉肉學校》（法語：L’École des ragoûts）

## 相關連結
- Le Cuisinier françois 2014年重編版 （页面存档备份，存于）

## 參考來源

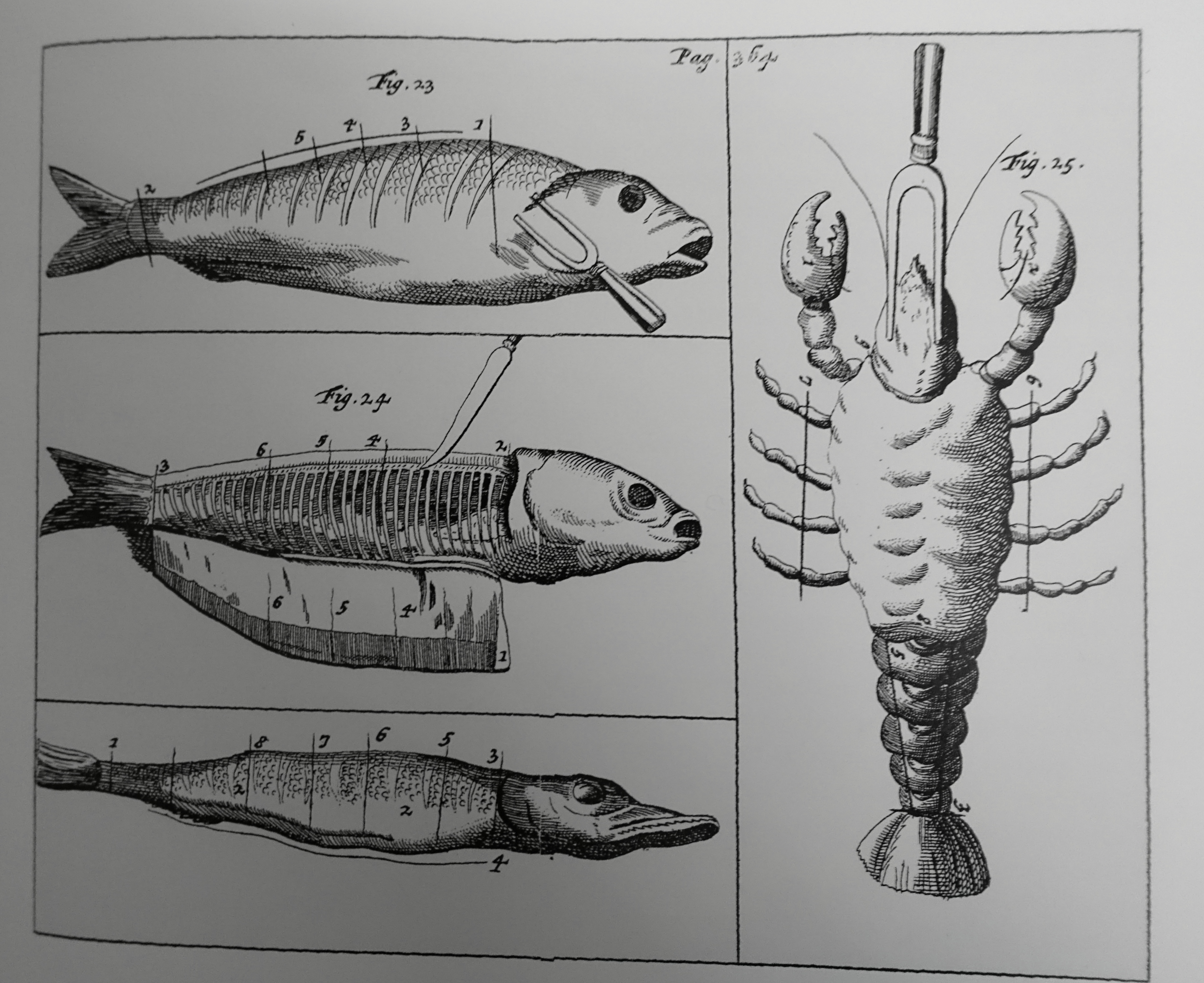
書中說明魚類的刀工處理方法